# Raeburn Place
Raeburn Place és el carrer principal de Stockbridge (Edimburg), així com el nom dels camps de joc que hi ha allí.
En aquest indret s'hi va disputar, el 1871, el primer partit internacional de rugbi de la història. El 27 de març d'aquell any s'hi van enfrontar un grup de jugadors escocesos contra un d'anglesos. Al final vèncer Escòcia, tot i que més tard Anglaterra es venjaria derrotant els seus rivals en la tornada, disputada al Kennington Oval de Londres l'any següent. Escòcia va seguir jugant a Raeburn Place, i a l'àrea d'Inverleith/Stockbridge, fins que la Unió Escocesa de Rugbi va comprar un terreny, el Camp d'en Murray (Murray's Field en anglès, com es coneixia llavors), que era el camp de Polo d'Edimburg la dècada de 1920.
Actualment, aquests camps encara són utilitzats pels clubs de criquet i futbol de l'Edinburgh Academical.
El 1994 s'hi va disputar la final de la Copa del Món, que va enfrontar Anglaterra i els Estats Units, i que va acabar amb victòria anglesa. També es convertí en la seu del primer partit internacional entre seleccions femenines, el 1993, quan es van enfrontar Escòcia i Irlanda.
Anglaterra fou seu del Campionat del Món de 1999, i alguns partits es van disputar a Escòcia, dos dels quals foren a Raeburn Place. El 24 de maig de 1999 s'hi van enfrontar Bangladesh i Escòcia, i el 31 de maig d'aquell mateix any, Escòcia i Nova Zelanda.